# Емил Трифонов
Емил Трифонов, по-известен като Кембълът, е български телевизионен и радиоводещ.
Известен е с нестандартно и предизвикателно поведение в предаванията си, което му създава славата на „българския Хауърд Стърн“. Също така се изявява и като поет, художник, музикант в разни периоди от живота си.

## Биография
Роден в Бяла Слатина на 19 юни 1964 г. Отраства в Разград. Завършва българска филология в Шуменски университет „Епископ Константин Преславски“. Живее със съпругата си във Варна. По-късно се развежда и се премества в София.
През 1991 г., заедно с Владимир Андреев и Георги Станев, основава група „Тутакси“, с която издава касетъчния макси-сингъл „Нейсе“. Композицията „Даже“ се задържа пет поредни седмици на първо място в класацията на националното радио „Топ 10“. През 1993 г. групата с изцяло нов състав и нов стил, издава касетъчните албуми „Бива“ и „Туй цък on уй цък“. Следващата му група, с която продължава музикалните си и авторски експерименти, е „Термус“. Тя съществува от 1994 до 1996 г. и свири пънк и ска. Групата издава 1 EP и 1 албум.
Негово дело са 7 албума с авторска музика и текстове. Кембълът пише поезия. Има преведени пиеси и разкази в САЩ. Води авторски предавания в телевизия „7 дни“, радио "7 дни", радио „Експрес“, радио „Нет“, радио „Кракра“ (Перник) и в последните си години от живота предаването „Говорилня“ по „ББТ“.
Кембълът загива на 17 март 2007 г. при тежка автомобилна катастрофа на бул. „Цариградско шосе“ в София, докато пътува в автомобил, управляван от водач в нетрезво състояние (с 1,2 ‰ алкохол в кръвта). Колата блъска други 2 автомобила на булеварда. Пияният шофьор остава невредим.

## Творчество
- Кембълът. Нещо за четене:.   Панорама, 2005. ISBN 978-954-91537-3-6.
- Кембълът. Нещо за четене-2. Ледоход.   Панорама, 2005. ISBN 978-954-91537-9-8.
- „Как свалих 24 кг без диети и глад“
- Кембълът. Нещо за четене 3 - Лов стори.   Сиела, 2011. ISBN 9789542809494.